# Moors christusdoornblauwtje
Het Moors christusdoornblauwtje (Tarucus theophrastus) is een vlinder uit de familie Lycaenidae. De wetenschappelijke naam werd gepubliceerd in 1793 door Fabricius.
De soort komt voor in Europa.